# Grup Barceló
El Grup Barceló és un conjunt d'empreses dedicades al sector turístic amb seu a Palma. El grup fou fundat el 1931. La seva activitat principal se centra en Europa, Amèrica i Nord d'Àfrica, i compta amb 245 hotels en 22 països i 685 agències de viatges, amb una xifra de negoci en 2021 de 1.698 milions d'euros. El Grup Barceló es divideix en dues grans àrees, una divisió de viatges i una divisió hotelera, respectivament, B the travel brand i Barceló Hotels & Ressorts. Juntament amb Iberostar, Sol Melià i Riu Hotels forma part de les quatre grans cadenes hoteleres balears. Forma part de l'Agrupació de Cadenes Hoteleres.

## Història
L'activitat principal del grup va començar l'any 1931, a partir de la petita empresa de transports Autocares Barceló, propietat de Simón Barceló (1902-1958). Des de 1954 comença la seva activitat també com agència de viatges, i el 1964 es crea Viajes Barceló. El 1962 l'empresa adquireix l'Hotel Latino de Palma, que seria el primer de la companyia, i neix Barceló Hotels & Resorts, la divisió hotelera del grup. La seva primera instal·lació hotelera a la península va ser l'hotel Barceló Pueblo de Benidorm, el 1970. Amb el boom del turisme, el grup experimenta una notable expansió.
La seva projecció internacional arriba en 1981 amb l'adquisició del touroperador Turavia, i el 1985 inaugura el Barceló Bávaro Beach Resort, el primer resort d'una cadena espanyola en Punta Cana (República Dominicana) També va ser pioner en els Estats Units, amb l'adquisició del seu primer hotel a Washington DC en 1992.
A partir de l'any 2005 la divisió hotelera aprova un Pla Estratègic 12 amb el qual intensifica el seu creixement tant a nivell urbà com a vacacional, incorporant hotels exclusivament de 4 i 5 estrelles, i aconseguint així convertir-se en una de les cadenes capdavanteres d'Espanya i una de les 30 millors del món. En 2011 li toca el torn a la divisió de viatges, que decideix impulsar el seu creixement reprenent una antiga línia de negoci: la de la tour-operació. En 2015 Viatges Barceló va canviar el seu nom a B the travel brand
El 2016 establir una aliança amb Plateno, la segona cadena hotelera de la Xina, per créixer en aquest mercat, però Jin Jiang, la segona cadena més gran del món va comprar Plateno i es va desdir de l'acord. Barceló va comprar la gestora d'immobles dels Estats Units Crestline el 2017.

## Divisions

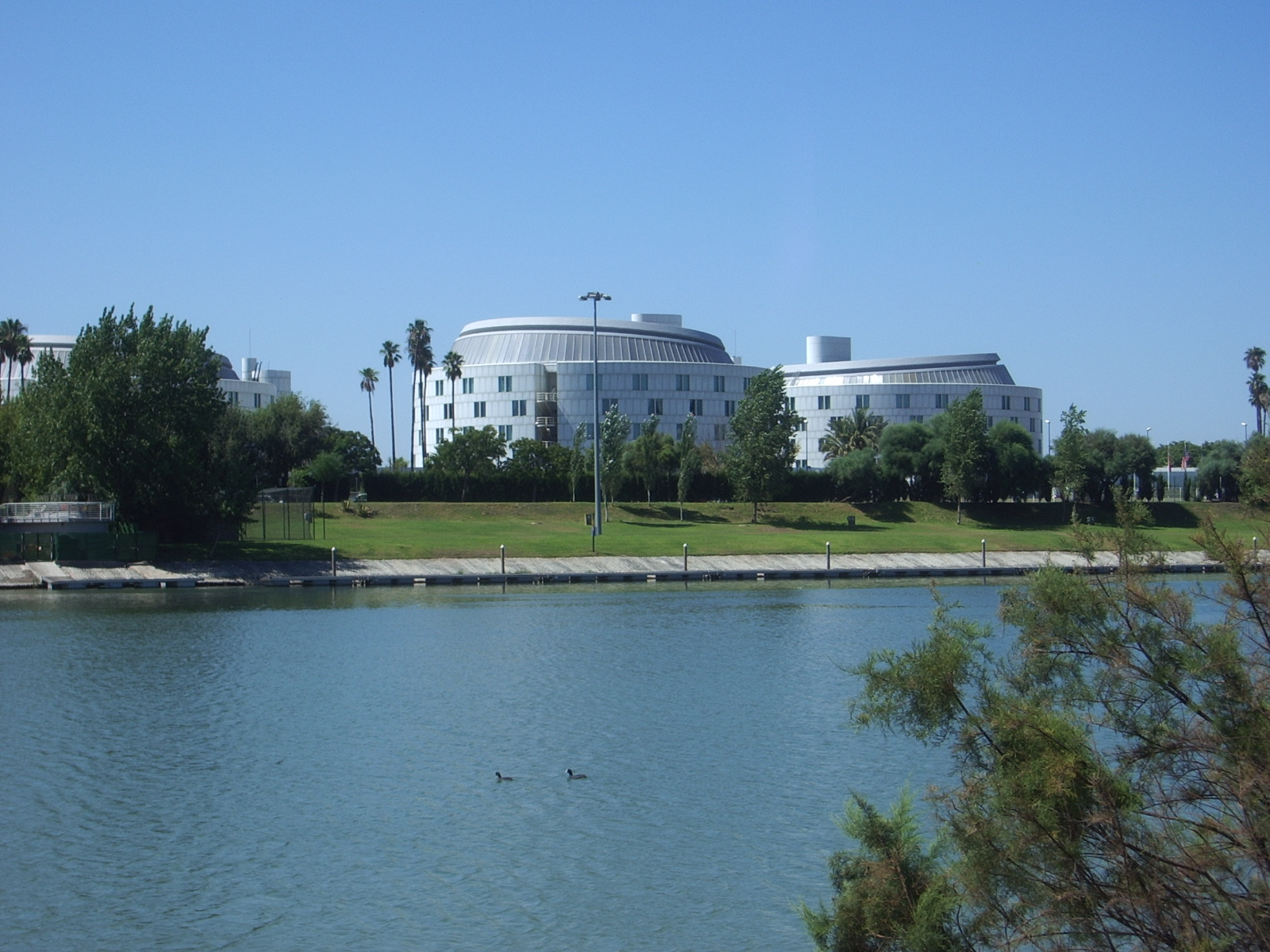
Barceló Gran Hotel Renacimiento, a Sevilla, Espanya.

### Barceló Hotels & Resorts
La divisió d'hotels del Grup Barceló es denomina genèricament Barceló Hotels & Resorts, i compta amb més de 270 hotels, y més de 65.000 habitacions en Europa, Àfrica i Amèrica. La cadena destaca per disposar gairebé exclusivament d'hotels de 4 i 5 estels i per oferir hotels especialitzats en diferents segments com el turisme familiar, el turisme només per a adults o el turisme de negocis, entre d'altres.

### B the travel brand
B the travel brand és la divisió del Grup Barceló especialitzada en viatges, oci i vacances, que abans de 2015 s'anomenava Viatges Barceló. En 2021 es van fusionar les divisions de viatges de Barceló i Globalia, quedant Ávoris Corporación Empresarial, la major agencia de viatges d'Espanya amb la participació majoritària de la nova companyia.

## Xifres

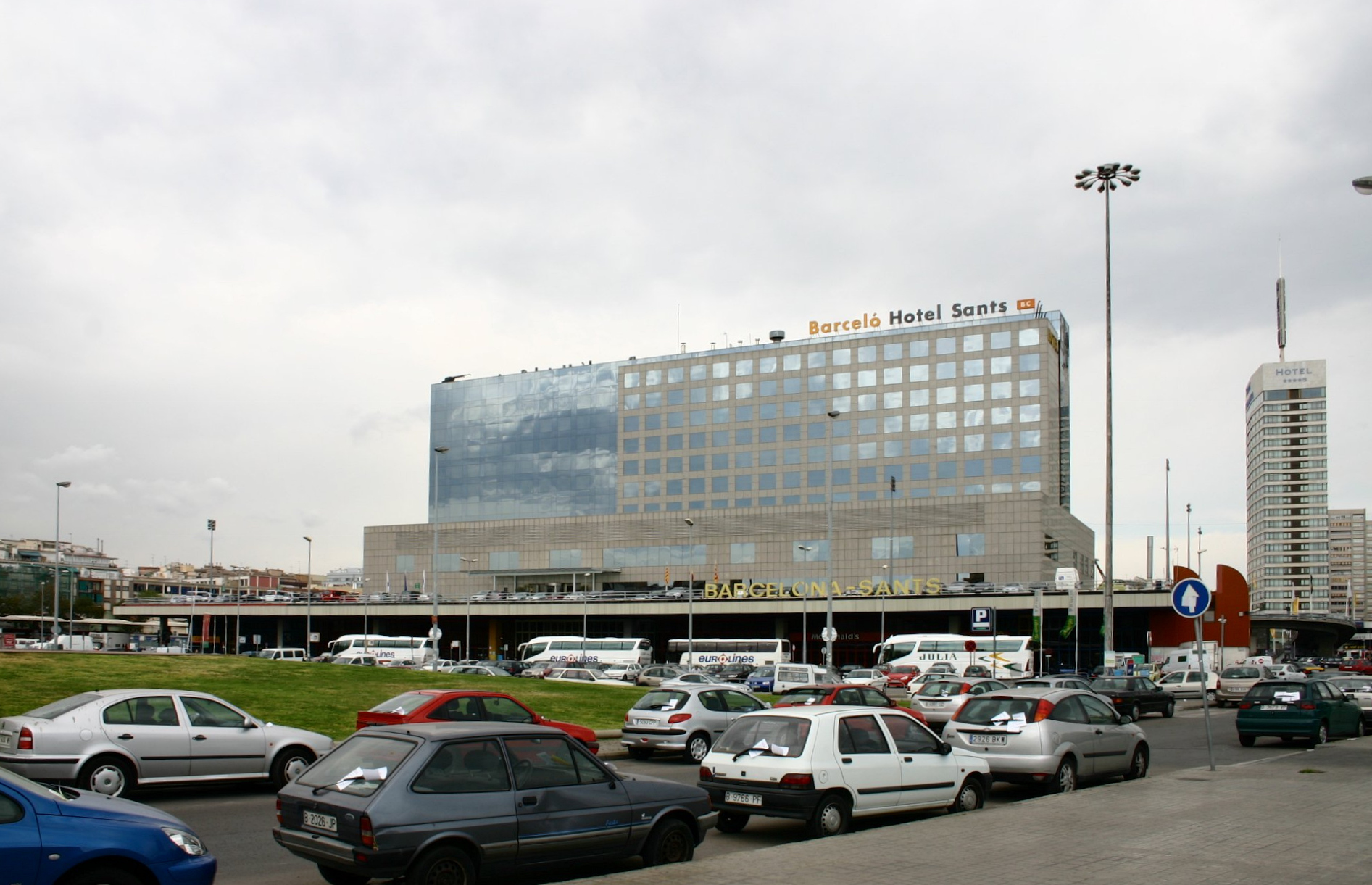
Vista del Barceló Sants, ubicat sobre l'Estació de Sants, a Barcelona.

### Personal
En la divisió hotelera del grup treballaven 21.821 persones en 2020, per 30.276 en 2019, un descens causat per la Pandèmia de COVID-19.

### Xifres econòmiques
El grup no cotitza a borsa. Les xifres presentades pel grup, corresponents a l'exercici 2021 suposaven una xifra de negoci de 1.698 milions d'euros, quan en 2018, abans de la Pandèmia de COVID-19 va tenir una xifra de negocis de 4.383,4 milions d'euros i un EBITDA de 348 milions d'euros, i en 2013 foren una xifra de negocis de 1.936,7 milions d'euros, vendes netes de 1.125,6 milions d'euros i EBITDA normalitzat de 183,3 milions d'euros, mentre que la seva xifra de negoci del 2007 fou de 1.675 milions d'euros.

## Conflicte i acord amb el Govern de Nicaragua
L'activitat del Grup Barceló en un hotel de Nicaragua va arribar a ser denunciada pel govern. No obstant això, el litigi es va resoldre mitjançant la constitució d'una societat conjunta per construir i mantenir l'aeroport de Montelimar, al municipi de San Rafael del Sur, en línia amb les accions de cooperació per al desenvolupament que el Grup Barceló i la Fundació Barceló duen a terme als països on estan establerts.

## Propietaris
Des de la seva fundació, el grup Barceló ha estat una empresa familiar controlada per les diferents generacions dels Barceló. La segona generació la formaven els germans Sebastià i Gabriel Barceló Oliver, i la copresideixen actualment els cosins Simón Barceló Tous i Simón Pedro Barceló Vadell, a qui acompanyen en el Consell d'Administració Pedro Fernández-Martos Montero i Guillermo Barceló Tous.